# Parafia św. Zygmunta w Słomczynie
Parafia pw Świętego Zygmunta w Słomczynie – parafia rzymskokatolicka znajdująca się w dekanacie konstancińskim, archidiecezji warszawskiej, metropolii warszawskiej Kościoła katolickiego.